# Liste der Baudenkmäler in Greußenheim
Auf dieser Seite sind die Baudenkmäler in der unterfränkischen Gemeinde Greußenheim zusammengestellt. Diese Tabelle ist eine Teilliste der Liste der Baudenkmäler in Bayern. Grundlage ist die Bayerische Denkmalliste, die auf Basis des Bayerischen Denkmalschutzgesetzes vom 1. Oktober 1973 erstmals erstellt wurde und seither durch das Bayerische Landesamt für Denkmalpflege geführt wird. Die folgenden Angaben ersetzen nicht die rechtsverbindliche Auskunft der Denkmalschutzbehörde.
 Diese Liste gibt den Fortschreibungsstand vom 15. April 2020 wieder und enthält 19 Baudenkmäler.

## Baudenkmäler nach Ortsteilen

### Greußenheim
| Lage                                                                                  | Objekt                                     | Beschreibung | Akten-Nr.              | Bild           |
| ------------------------------------------------------------------------------------- | ------------------------------------------ | --- | ---------------------- | -------------- |
| Bachgasse; Abzweigung nach Oberleinach (Standort)                                     | Bildstock                                  | Bildstock, Sandstein, Säule und vierseitiger Aufsatz mit Rundbogennischen und Steinkreuzen, bezeichnet 1656                                                 | D-6-79-141-10 Wikidata | weitere Bilder |
| Birkenfelder Straße, Mehlen, gegenüber Waldstück „Herrentanne“, Alter Berg (Standort) | Bildstock                                  | Sandstein, Säule und Rundbogenaufsatz, in Nische Pietà, bezeichnet 1893                                                                                     | D-6-79-141-18 Wikidata | weitere Bilder |
| Franz-Fleischer-Straße, bei der Einmündung des Kapellenweges (Standort)               | Wegkapelle                                 | Sandstein, Rundbogennische mit Relief der Vierzehn Nothelfer, 1849                                                                                          | D-6-79-141-15 Wikidata | BW             |
| Höchheimer Straße, beim Kohlenbild                                                    | Bildstock                                  | Sandstein, mit Kreuzigung, bezeichnet 1746; nicht nachqualifiziert, im Bayerischen Denkmal-Atlas nicht kartiert                                             | D-6-79-141-12 Wikidata | BW             |
| vor Oberer Siedlungsweg 217, Pfaffenellern (Standort)                                 | Bildstock                                  | bezeichnet 1707; nicht nachqualifiziert, im Bayerischen Denkmal-Atlas nicht kartiert                                                                        | D-6-79-141-14 Wikidata | BW             |
| Heinrich-Horn-Platz (Standort)                                                        | Bildstock                                  | Sandstein, Pfeiler und Aufsatz mit Pietà-Relief und seitlichen Voluten, 18. Jahrhundert                                                                     | D-6-79-141-8 Wikidata  | weitere Bilder |
| Würzburger Wengert, Straße nach Hettstad (Standort)                                   | Feldkapelle                                | Massivbau mit Pyramidendach, 18. Jahrhundert. | D-6-79-141-11 Wikidata | BW             |
| Nähe Friedhofstraße (Standort)                                                        | Kreuzigungsgruppe                          | Sandstein, bezeichnet 1629 | D-6-79-141-6 Wikidata  | BW             |
| Dreckgasse (Standort)                                                                 | Bildstock                                  | Sandstein, Säule und Aufsatz mit Relief Kreuzigung und bekrönendem Steinkreuz, bezeichnet 1746                                                              | D-6-79-141-1 Wikidata  | weitere Bilder |
| Birkenfelder Straße 1 (Standort)                                                      | Denkmal für die Gefallenen von 1914/18     | Sandstein, hoher Inschriftsockel mit Pietà, um 1920 | D-6-79-141-4 Wikidata  | weitere Bilder |
| Kirchplatz 4 (Standort)                                                               | Katholische Pfarrkirche Sankt Bartholomäus | Saalbau mit eingezogenem Chor und Chorseitenturm, Untergeschosse romanisch, Erhöhung um 1600, Langhaus mit Satteldach 1691, 1839 erweitert, mit Ausstattung | D-6-79-141-3 Wikidata  | weitere Bilder |
| Kirchplatz 4, am südlichen Langhaus (Standort)                                        | Kruzifix                                   | bezeichnet 1779 | D-6-79-141-3 Wikidata  | weitere Bilder |
| Geigel, Gaigelwaldrand (Standort)                                                     | Wegkreuz                                   | sogenanntes Gaigelskreuz, Sandstein, 1780 | D-6-79-141-19 Wikidata | weitere Bilder |
| Alter Berg, im Wald zwischen Erlenboden Grund und Alter Berg (Standort)               | Gedenkkreuz                                | Sandstein, bezeichnet 1915 | D-6-79-141-17 Wikidata | BW             |
| Die Ebene, Herchenberg, im Wald, am Herchenberg (Standort)                            | Kreuzweg                                   | Sandstein, mit Christus am Ölberg, 14 Kreuzwegstationen und Kreuzigungsgruppe, 1858 vom Bildhauer Thomas Pfeiffer aus Wertheim                              | D-6-79-141-9 Wikidata  | BW             |
| Gartenstraße 15 (Standort)                                                            | Bildstock                                  | Sandstein, gedrungene Säule und Aufsatz mit Bildnische und Rollwerk, 1594                                                                                   | D-6-79-141-5 Wikidata  | BW             |
| im Wald westlich des Ortes, am Remlinger Weg (Standort)                               | Kriegsgräber                               | 1866; nicht nachqualifiziert, im Bayerischen Denkmal-Atlas nicht kartiert                                                                                   | D-6-79-141-16 Wikidata | weitere Bilder |
| Nähe Hauptstraße (Standort)                                                           | Kreuzschlepper                             | Sandstein, auf viereckigem Sockel mit Säule, bezeichnet 1711                                                                                                | D-6-79-141-2 Wikidata  | weitere Bilder |
| Von der Friedhofstraße zum Wallweg, hinter dem Friedhof (Standort)                    | Bildstock                                  | Sandstein, Säule und Rundbogenaufsatz, in Rundbogennische Dreifaltigkeitsrelief, eisernes Doppelkreuz, bezeichnet 1765                                      | D-6-79-141-13 Wikidata | weitere Bilder |
| Kolmerich (an der Friedenstraße) ()                                                   | Bildstock                                  | geschweifter und ornamentaler Nischenaufsatz mit Voluten und Pietà-Darstellung über sich verjüngenden Pfeiler, Abschluss mit Kreuz, bez. 1697               | D-6-79-141-22          |                |

### Mühle (untere)
| Lage                             | Objekt   | Beschreibung               | Akten-Nr.    | Bild           |
| -------------------------------- | -------- | -------------------------- | ------------ | -------------- |
| Bei der Unteren Mühle (Standort) | Wegkreuz | Sandstein, 19. Jahrhundert | D-6-79-141-7 | weitere Bilder |